# Ormiscodes albipellis
Ormiscodes albipellis är en fjärilsart som beskrevs av Max Wilhelm Karl Draudt 1930. Ormiscodes albipellis ingår i släktet Ormiscodes och familjen påfågelsspinnare. Inga underarter finns listade i Catalogue of Life.